# روب لويس (رجل أعمال)
روب لويس (بالإنجليزية: Rob Lewis)‏ هو شخصية أعمال وكبير الإداريين التنفيذيين ورائد أعمال بريطاني، ولد في 23 مايو 1969 في لندن في المملكة المتحدة.